# Troglotrematoidea
Troglotrematoidea — надсемейство паразитических плоских червей, включающее два семейства зоонозных трематод: Troglotrematidae и Paragonimidae.
До 2022 года данное надсемейство имело неопределённое таксономическое положение.
В 2022 году группой исследователей был подтверждён валидный статус надсемейства.

## Систематика
Согласно последнему филогенетическому исследованию, общий предок надсемейства Troglotrematoidea сформировался около 126 миллионов лет назад, в раннем Меловом периоде.
Гипотетические точки происхождения и дивергенции семейств Troglotrematidae и Paragonimidae оцениваются в 96 и 73 млн лет назад соответственно.
На сегодняшний день включает два семейства и шесть родов, таксономический статус которых подтверждён молекулярно-генетическими исследованиями.
Список семейств и родов:
- Troglotrematoidea
  - Troglotrematidae
    - Troglotrematinae
      - Troglotrema
      - Nanophyetus

    - Nephrotrematinae
      - Nephrotrema
      - Skrjabinophyetus

    - Incertae sedis
      - Macroorchis

  - Paragonimidae
    - Paragonimus